# Sybil Seitzinger
Sybil Seitzinger est une océanographe et climatologue au Pacific Institute for Climate Solutions. Elle est connue pour ses recherches sur le changement climatique et le cycle élémentaire, en particulier la biogéochimie de l'azote.

## Formation et carrière
Seitzinger a un BS en biologie de l'Université de Boston en 1974 et a obtenu un doctorat en océanographie biologique de l'Université de Rhode Island en 1982. Elle est également titulaire d'un doctorat honorifique de l'Université d'Utrecht. Elle a auparavant été directrice du programme coopératif d'éducation et de recherche marines Rutgers/NOAA et professeure invitée à l'Université Rutgers. De 2006 à 2008, Seitzinger a été président de l' Association pour les sciences de la limnologie et de l'océanographie. Par la suite, Seitzinger a été directeur du programme international géosphère-biosphère de l'Académie royale des sciences de Suède de 2008 à 2015. Seitzinger est actuellement directeur exécutif du Pacific Institute for Climate Solutions et professeur d'études environnementales à l'Université de Victoria.

## Récompenses et honneurs
- 1999 : Médaille d'argent des administrateurs de la NOAA[7];
- 2005 : Médaille d'or des administrateurs de la NOAA[réf. nécessaire];
- 2011 : Membre, Académie américaine des arts et des sciences[8];
- 2016 : Doctorat honorifique de l'Université d'Utrecht aux Pays-Bas[3];
- 2018 : Conférence Sverdrup, American Geophysical Union[9];
- 2019 : Fellow, American Geophysical Union[10];
- 2020 : Récipiendaire du prix AC Redfield Lifetime Achievement Award de l'Association pour les sciences de la limnologie et de l'océanographie[11].

## Publications sélectionnées
- Frank Biermann, Xuemei Bai, Ninad Bondre, Wendy Broadgate, Chen-Tung Arthur Chen, Opha Pauline Dube, Jan Willem Erisman, Marion Glaser, Sandra van der Hel, Maria Carmen Lemos, Seitzinger, Karen C. Seton (2016). Terre à terre : contextualiser l'Anthropocène. Changement environnemental mondial, 39, 341–350. doi:10.1016/j.gloenvcha.2015.11.004